# 앵그리버드 스텔라 (애니메이션)
《앵그리버드 스텔라》는 앵그리버드를 원작으로 하는 애니메이션이다. 2014년 11월 1일, KBS를 포함한 전 세계에서 첫 방영되었다. 2016년 3월 11일까지, 시즌 2 기준으로 총 26회까지 제작 및 방영이 완료되었다.